# Snowboard-Juniorenweltmeisterschaften 2012
Die 16. FIS Snowboard-Juniorenweltmeisterschaften fand vom 22. März bis 1. April 2012 in der Sierra Nevada in Spanien statt. Ausgetragen wurden Wettkämpfe im Parallelslalom (PSL), Parallel-Riesenslalom (PGS), Snowboardcross (SBX), Slopestyle (SBS), und in der Halfpipe.  Teilnahmeberechtigt für PSL, PGS und SBX waren die Jahrgänge 1992–1996 und für HP und SBS die Jahrgänge 1992–1998.

## Ergebnisse Frauen

### Parallelslalom
| Platz | Land        | Sportlerin        | Punkte |
| ----- | ----------- | ----------------- | ------ |
| 1     | Schweiz     | Julie Zogg        | 400,00 |
| 2     | Schweiz     | Stefanie Müller   | 320,00 |
| 3     | Deutschland | Cheyenne Loch     | 240,00 |
| 4     | Italien     | Nadya Ochner      | 200,00 |
| 5     | Österreich  | Tanja Brugger     | 180,00 |
| 6     | Österreich  | Viktoria Stefaner | 160,00 |
| 7     | Russland    | Waleria Ptuchina  | 144,00 |
| 8     | Tschechien  | Ester Ledecká     | 128,00 |

Datum: 28. März 2012
13.  Sabine Schöffmann 

25.  Romina Demetz 

27.  Ladina Jenny

### Parallel-Riesenslalom
| Platz | Land       | Sportlerin         | Punkte |
| ----- | ---------- | ------------------ | ------ |
| 1     | Schweiz    | Julie Zogg         | 400,00 |
| 2     | Schweiz    | Stefanie Müller    | 320,00 |
| 3     | Frankreich | Emilie Aurange     | 240,00 |
| 4     | Österreich | Sabine Schöffmann  | 200,00 |
| 5     | Schweiz    | Nicole Baumgartner | 180,00 |
| 6     | Italien    | Nadya Ochner       | 160,00 |
| 7     | Österreich | Tanja Brugger      | 144,00 |
| 8     | Österreich | Viktoria Stefaner  | 128,00 |

Datum: 27. März 2012
10.  Cheyenne Loch

### Snowboardcross
| Platz | Land               | Sportlerin           | Punkte |
| ----- | ------------------ | -------------------- | ------ |
| 1     | Frankreich         | Lorelei Schmitt      | 360,00 |
| 2     | Frankreich         | Charlotte Bankes     | 288,00 |
| 3     | Italien            | Michela Moioli       | 216,00 |
| 4     | Vereinigte Staaten | Faye Gulini          | 180,00 |
| 5     | Kanada             | Zoe Bergemann        | 162,00 |
| 6     | Kanada             | Jade Critchlow       | 144,00 |
| 7     | Vereinigte Staaten | Jacqueline Hernandez | 129,60 |
| 8     | Schweiz            | Debbi Pleisch        | 115,20 |

Datum: 25. März 2012
13.  Luca Berg 

16.  Caroline Weibel

### Halfpipe
| Platz | Land               | Sportlerin      | Punkte |
| ----- | ------------------ | --------------- | ------ |
| 1     | Vereinigte Staaten | Arielle Gold    | 400,00 |
| 2     | Frankreich         | Emma Bernard    | 320,00 |
| 3     | Frankreich         | Lucile Lefevre  | 240,00 |
| 4     | Frankreich         | Lou Chabelard   | 200,00 |
| 5     | Schweiz            | Verena Rohrer   | 180,00 |
| 6     | Vereinigte Staaten | Kirby Kelly     | 160,00 |
| 7     | Südkorea           | Jeong Yu-rim    | 144,00 |
| 8     | Frankreich         | Clémence Grimal | 128,00 |

Datum: 27. März 2012
10.  Celia Petrig

### Slopestyle
| Platz | Land               | Sportlerin         | Punkte |
| ----- | ------------------ | ------------------ | ------ |
| 1     | Polen              | Katarzyna Rusin    | 360,00 |
| 2     | Vereinigte Staaten | Indigo Monk        | 288,00 |
| 3     | Schweiz            | Celia Petrig       | 216,00 |
| 4     | Frankreich         | Chloé Sillières    | 180,00 |
| 5     | Tschechien         | Kateřina Vojáčková | 162,00 |
| 6     | Vereinigte Staaten | Phobe Novello      | 144,00 |
| 7     | Frankreich         | Marion Haerty      | 129,60 |
| 8     | Finnland           | Kristiina Nisula   | 115,20 |

Datum: 31. März 2012
25.  Loranne Smans

## Ergebnisse Männer

### Parallel-Slalom
| Platz | Land        | Sportler           | Punkte |
| ----- | ----------- | ------------------ | ------ |
| 1     | Russland    | Waleri Kolegow     | 360,00 |
| 2     | Deutschland | Christian Hupfauer | 288,00 |
| 3     | Russland    | Dmitri Taimulin    | 216,00 |
| 4     | Italien     | Hannes Hofer       | 180,00 |
| 5     | Schweiz     | Dario Caviezel     | 162,00 |
| 6     | Schweiz     | Silvan Flepp       | 144,00 |
| 7     | Kanada      | Indrik Trahan      | 129,60 |
| 8     | Russland    | Bogdan Bogdanow    | 115,20 |

Datum: 28. März 2012
09.  Daniel Krebs 

18.  Max Widnig 

31.  Stefan Baumeister

### Parallel-Riesenslalom
| Platz | Land        | Sportler            | Punkte |
| ----- | ----------- | ------------------- | ------ |
| 1     | Russland    | Waleri Kolegow      | 360,00 |
| 2     | Russland    | Dmitri Taimulin     | 288,00 |
| 3     | Russland    | Dmitri Bojko        | 216,00 |
| 4     | Südkorea    | Shin Bong-shik      | 180,00 |
| 5     | Deutschland | Stefan Baumeister   | 162,00 |
| 6     | Ukraine     | Oleksandr Belinskyy | 144,00 |
| 7     | Deutschland | Christian Hupfauer  | 129,60 |
| 8     | Italien     | Hannes Hofer        | 115,20 |

Datum: 27. März 2012
09.  Daniel Krebs 

11.  Max Widnig 

18.  Silvan Flepp

### Snowboardcross
| Platz | Land       | Sportler            | Punkte |
| ----- | ---------- | ------------------- | ------ |
| 1     | Österreich | Alessandro Hämmerle | 360,00 |
| 2     | Australien | Jarryd Hughes       | 288,00 |
| 3     | Finnland   | Jussi Taka          | 216,00 |
| 4     | Australien | Daniel Morrissy     | 180,00 |
| 5     | Spanien    | Lucas Eguibar       | 162,00 |
| 6     | Slowenien  | Matija Mihič        | 144,00 |
| 7     | Österreich | Florian Jud         | 129,60 |
| 8     | Finnland   | Elias Koivumaa      | 115,20 |

Datum: 25. März 2012
13.  Martin Nörl 

18.  Julian Lüftner 

21.  Nathanael Mahler 

32.  Jérôme Lymann 

40.  Andreas Thonhauser

### Halfpipe
| Platz | Land               | Sportler          | Punkte |
| ----- | ------------------ | ----------------- | ------ |
| 1     | Slowenien          | Tim-Kevin Ravnjak | 360,00 |
| 2     | Niederlande        | Dimi de Jong      | 288,00 |
| 3     | Russland           | Nikita Awtanejew  | 216,00 |
| 4     | Vereinigte Staaten | Chase Josey       | 180,00 |
| 5     | Kanada             | Harrison Gray     | 162,00 |
| 6     | Schweiz            | David Hablützel   | 144,00 |
| 7     | Schweiz            | Lucas Baume       | 129,60 |
| 8     | Südkorea           | Lee Kwang-ki      | 115,20 |

Datum: 27. März 2012
09.  Johannes Höpfl 

10.  Johannes Handle 

14.  Philip Toplitsch 

15.  Linus Birkendahl 

19.  Luis Eckert 

28.  Lucien Koch

### Slopestyle
| Platz | Land               | Sportler      | Punkte |
| ----- | ------------------ | ------------- | ------ |
| 1     | Italien            | Marco Grigis  | 360,00 |
| 2     | Kanada             | Darcy Sharpe  | 288,00 |
| 3     | Vereinigte Staaten | Brandon Davis | 216,00 |
| 4     | Niederlande        | Jesper Kicken | 180,00 |
| 5     | Belgien            | Sebbe de Buck | 162,00 |
| 6     | Vereinigte Staaten | Brett Moody   | 144,00 |
| 7     | Niederlande        | Dimi de Jong  | 129,60 |
| 8     | Kanada             | Michael Roy   | 115,20 |

Datum: 31. März 2012
09.  David Hablützel 

10.  Joel Staub 

13.  Lucien Koch 

15.  Leandro Eigensatz 

22.  Lucas Baume 

26.  Florian Prietl 

27.  Linus Birkendahl 

46.  Philip Toplitsch 

51.  Johannes Höpfl 

58.  Luis Eckert 

62.  Johannes Handle

## Medaillenspiegel
| Platz | Land               | Gold | Silber | Bronze | Gesamt |
| ----- | ------------------ | ---- | ------ | ------ | ------ |
| 1     | Schweiz            | 2    | 2      | 1      | 5      |
| 2     | Russland           | 2    | 1      | 3      | 6      |
| 3     | Frankreich         | 1    | 2      | 2      | 5      |
| 4     | Vereinigte Staaten | 1    | 1      | 1      | 3      |
| 5     | Italien            | 1    | -      | 1      | 2      |
| 6     | Polen              | 1    | -      | -      | 1      |
| 6     | Österreich         | 1    | -      | -      | 1      |
| 6     | Slowenien          | 1    | -      | -      | 1      |
| 9     | Deutschland        | -    | 1      | 1      | 2      |
| 10    | Australien         | -    | 1      | -      | 1      |
| 10    | Kanada             | -    | 1      | -      | 1      |
| 10    | Niederlande        | -    | 1      | -      | 1      |
| 13    | Finnland           | -    | -      | 1      | 1      |
|       | Gesamt             | 10   | 10     | 10     | 30     |